# Râul Crucea, Dunărea
Râul Crucea este un curs de apă, afluent al râului Dunărea. 

## Hărți
- Harta Județului Constanța